# بيتر ر. آدم
بيتر ر. آدم (بالألمانية: Peter R. Adam)‏ هو مونتير ألماني، ولد في 29 مايو 1957 في بيرمازنز في ألمانيا.

## وصلات خارجية
- بيتر ر. آدم على موقع IMDb (الإنجليزية)
- بيتر ر. آدم على موقع ألو سيني (الفرنسية)
- بيتر ر. آدم على موقع أول موفي (الإنجليزية)
- بيتر ر. آدم على موقع قاعدة بيانات الأفلام السويدية (السويدية)
- بيتر ر. آدم على موقع قاعدة بيانات الفيلم (الإنجليزية)
- بيتر ر. آدم على موقع كينوبويسك (الروسية)